# Бернулли, Якоб
Я́коб Берну́лли (нем. Jakob Bernoulli, 6 января 1655, Базель, — 16 августа 1705, Базель) — швейцарский математик. Один из основателей теории вероятностей и математического анализа. Старший брат Иоганна Бернулли, совместно с ним положил начало вариационному исчислению. Доказал частный случай закона больших чисел — теорему Бернулли. Профессор математики Базельского университета (с 1687 года). Иностранный член Парижской академии наук (1699) и Берлинской академии наук (1702).

## Биография

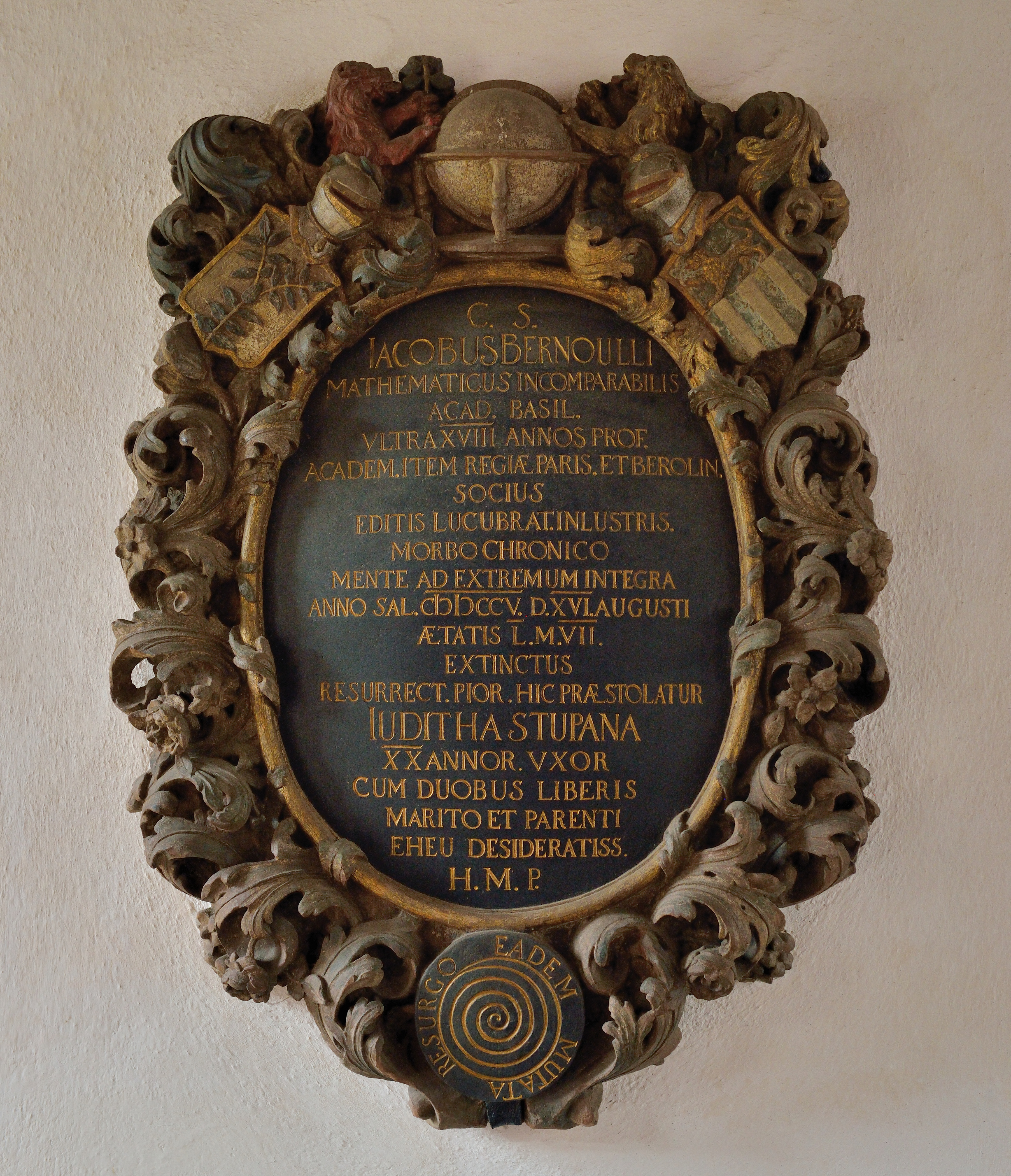
Эпитафия и спираль
на гробнице Якоба Бернулли

Якоб родился в семье преуспевающего фармацевта Николая Бернулли. Вначале, по желанию отца, учился в Базельском университете богословию, но увлёкся математикой, которую изучил самостоятельно. В университете овладел также 5 языками (французский, итальянский, английский, латинский, греческий), в 1671 году получил учёную степень магистра философии.
В 1676—1680 годах совершил поездку по Европе. Заехал во Францию для изучения идей Декарта, затем в Италию. Вернувшись в Базель, некоторое время работал частным учителем.
В 1682 году отправился в новое путешествие, посетив Нидерланды и Англию, где познакомился с Гюйгенсом, Гуком и Бойлем. В 1683 году вернулся в Базель и в следующем году женился на Юдит Штупанус (Judith Stupanus), у них родились сын и дочь.
В 1683 году начал читать лекции по физике в Базельском университете. С 1687 года избран профессором математики в этом университете и работал там до конца жизни.
В 1687 году обнаружил первый мемуар Лейбница (1684 года) по анализу и с энтузиазмом начал освоение нового исчисления. Обратился с письмом к Лейбницу с просьбой разъяснить несколько тёмных мест. Ответ он получил только спустя три года (1690, Лейбниц тогда был в командировке в Париже); за это время Якоб Бернулли самостоятельно освоил дифференциальное и интегральное исчисление, а заодно приобщил к нему брата Иоганна. По возвращении Лейбниц вступил в активную и взаимно-полезную переписку с обоими. Сложившийся триумвират — Лейбниц и братья Бернулли — 20 лет возглавлял европейских математиков и чрезвычайно обогатил новый анализ.
В 1699 году Якоб Бернулли стал членом Парижской академии наук, а в 1702 году — Берлинской академии наук.
В 1692 году у Якоба Бернулли обнаружились первые признаки туберкулёза, от которого он и скончался 16 августа 1705 года. Похоронен в Базельском соборе. Согласно его пожеланию, на надгробии должна была быть изображена логарифмическая спираль, однако мастера-каменщики, по незнанию или для экономии труда, вырезали не логарифмическую, а архимедову спираль.
В честь Якоба и Иоганна Бернулли назван кратер на Луне.

## Научная деятельность
Первое триумфальное выступление молодого математика относится к 1690 году. Якоб решает задачу Лейбница о форме кривой, по которой тяжелая точка опускается за равные промежутки времени на равные вертикальные отрезки. Лейбниц и Гюйгенс уже установили, что это полукубическая парабола, но лишь Якоб Бернулли опубликовал доказательство средствами нового анализа, выведя и проинтегрировав дифференциальное уравнение. При этом впервые появился в печати термин «интеграл».
Якоб Бернулли внёс огромный вклад в развитие аналитической геометрии и зарождение вариационного исчисления. Его именем названа лемниската Бернулли. Он исследовал также циклоиду, цепную линию, и особенно логарифмическую спираль. Последнюю из перечисленных кривых Якоб завещал нарисовать на своей могиле; по невежеству там изобразили спираль Архимеда. Согласно завещанию, вокруг спирали выгравирована надпись на латыни, «EADEM MUTATA RESURGO» («изменённая, я вновь воскресаю»), которая отражает свойство логарифмической спирали восстанавливать свою форму после различных преобразований.
В 1690 году Бернулли впервые опубликовал исследование сложного процента, в котором обосновал существование предельной выгоды, которую оценил как большую 2,5 но меньшую 3. Путём нескольких приближений он фактически искал предел последовательности
{\displaystyle \lim _{n\to \infty }\left(1+{\frac {1}{n}}\right)^{n}},
который равен числу e.
Якобу Бернулли принадлежат значительные достижения в теории рядов, дифференциальном исчислении, теории вероятностей и теории чисел, где его именем названы «числа Бернулли».

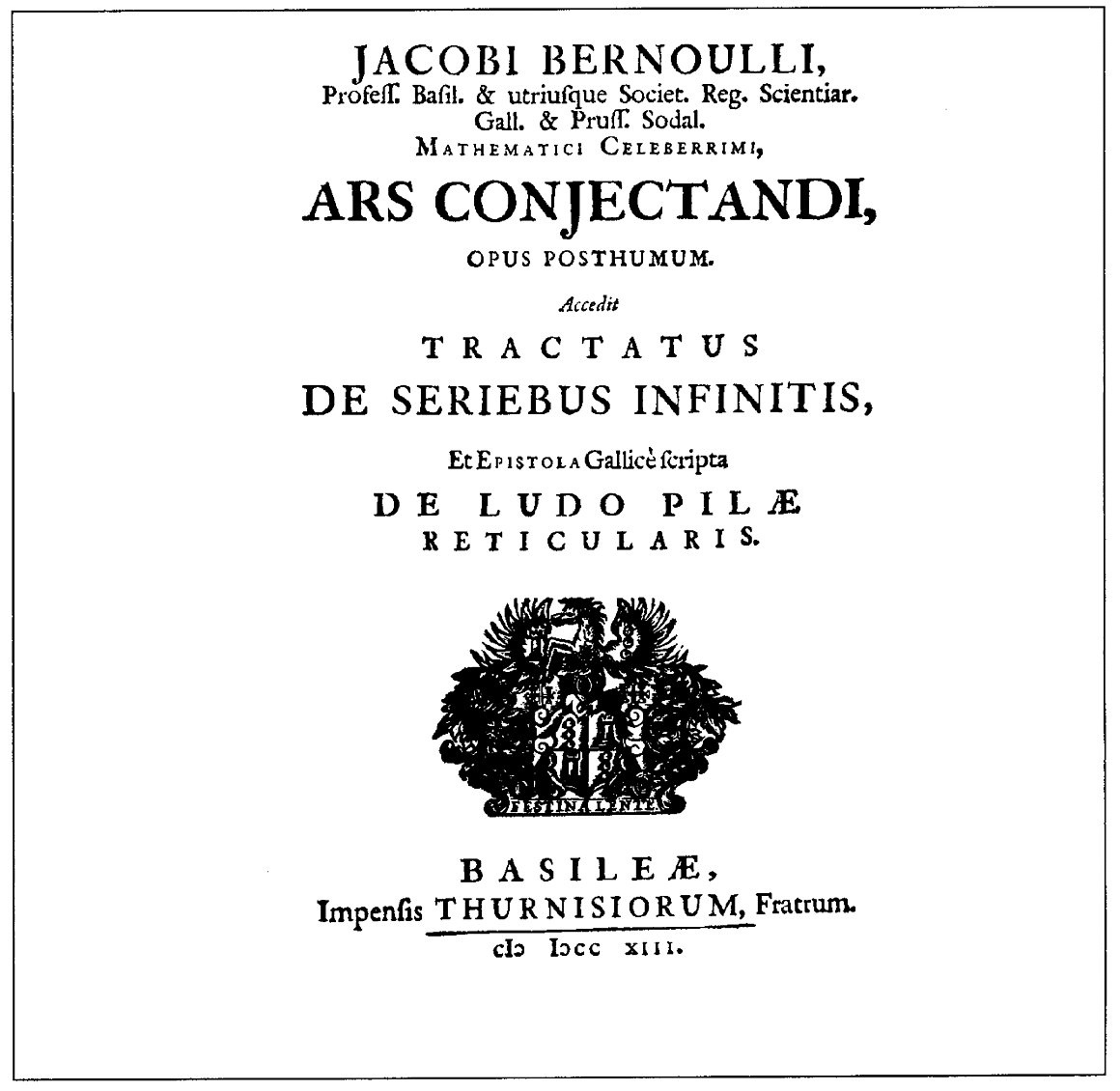
«Искусство предположений»

Он изучил теорию вероятностей по книге Гюйгенса «О расчётах в азартной игре», в которой ещё не было определения и понятия вероятности (её заменяет количество благоприятных случаев). Якоб Бернулли ввёл значительную часть современных понятий теории вероятностей и сформулировал первый вариант закона больших чисел. Якоб Бернулли подготовил монографию в этой области, однако издать её не успел. Она была напечатана посмертно, в 1713 году, его племянником Николаем, под названием «Искусство предположений» (Ars conjectandi). Это содержательный трактат по теории вероятностей, статистике и их практическому применению, итог комбинаторики и теории вероятностей XVII века. Имя Якоба носит важное в комбинаторике распределение Бернулли.
Якоб Бернулли издал также работы по различным вопросам арифметики, алгебры, геометрии и физики.

## Труды
- Bernoulli, Jakob. Ars conjectandi, opus posthumum. Accedit Tractatus de seriebus infinitis, et epistola gallicé scripta de ludo pilae reticularis. — Basel: Thurneysen Brothers, 1713.
- Jakob Bernoulli. Tractatus de Seriebus Infinitis. (pdf)

### В русском переводе
- Я. Бернулли. О законе больших чисел. Перевод Я. В. Успенского. Предисловие А. А. Маркова. М.: Наука, 1986.